# Båtsjön (Åsele socken, Lappland)
Båtsjön är en sjö i Åsele kommun i Lappland och ingår i Gideälvens huvudavrinningsområde. Sjön är 12,5 meter djup, har en yta på 0,83 kvadratkilometer och är belägen 357 meter över havet.

## Delavrinningsområde
Båtsjön ingår i det delavrinningsområde (710461-160204) som SMHI kallar för Ovan Oxvattenbäcken. Medelhöjden är 401 meter över havet och ytan är 40,86 kvadratkilometer. Räknas de 10 avrinningsområdena uppströms in blir den ackumulerade arean 137,33 kvadratkilometer. Flärkån som avvattnar avrinningsområdet har biflödesordning 2, vilket innebär att vattnet flödar genom totalt 2 vattendrag innan det når havet efter 123 kilometer. Avrinningsområdet består mestadels av skog (90 procent). Avrinningsområdet har 1,3 kvadratkilometer vattenytor vilket ger det en sjöprocent på 3,2 procent.